# Biesenbach (Wipperfürth)
Biesenbach ist eine Ortschaft von Wipperfürth im Oberbergischen Kreis im Regierungsbezirk Köln in Nordrhein-Westfalen (Deutschland).

## Lage und Beschreibung
Die Ortschaft liegt im Nordosten von Wipperfürth im Tal der Hönnige an der Landesstraße L284. Die Ortschaft ist auf drei voneinander getrennt liegende Siedlungsbereiche aufgeteilt. Nachbarorte sind Hönnige, Hungerberg, Wasserfuhr, Dievesherweg und Neuenhaus. Im Bereich der Ortschaft münden der Hungerberger Bach, der Sonnensiepen, der Verbindungsgraben Schleise – Hönnige und ein vom Wupperverband mit Rechter Zulauf Hönnige km 2,6 beschriftetes Nebengewässer in die Hönnige.
Politisch wird der Ort durch den Direktkandidaten des Wahlbezirks 12.1 (121) Kupferberg im Rat der Stadt Wipperfürth vertreten.

## Geschichte
1487 wird Biesenbach erstmals genannt. Ein „Hylbrandt zor Beyssbach“ ist in einer Darlehensliste für Herzog Wilhelm III von Berg aufgeführt. Die Karte Topographia Ducatus Montani aus dem Jahre 1715 zeigt zwei Höfe unter dem Namen „Bisenbach“. Die Topographische Aufnahme der Rheinlande von 1825 zeigt in „Beisenbek“ sechs einzelnen Gebäudegrundrisse. Ab der Preußischen Uraufnahme von 1840 bis 1844 wird der heute gebräuchliche Name „Biesenbach“ verwendet.
Von 1910 bis 1960 führte die Bahnstrecke Anschlag–Wipperfürth südlich der Ortschaft vorbei. Diese Bahnlinie zweigte im Bahnhof Wipperfürth von der Wippertalbahn ab und schloss bei Anschlag an die Wuppertalbahn an. Auf Höhe der Ortschaft Biesenbach befand sich in 150 Metern Entfernung, auf der anderen Seite der Hönnige, der Bahnhof Wasserfuhr.

## Busverbindungen
Über die im Ort gelegene Bushaltestelle der Linie 338 (VRS/OVAG) ist eine Anbindung an den öffentlichen Personennahverkehr gegeben.

## Wanderwege
Der vom SGV ausgeschilderte Wanderweg A2 führt durch den Ort.